# Cercopitec d'Allen
El cercopitec d'Allen (Allenopithecus nigroviridis) és una espècie de primat de la família dels cercopitècids que viu a la conca del riu Congo, concretament a la República del Congo i a l'oest de la República Democràtica del Congo.